# صحن انقلاب

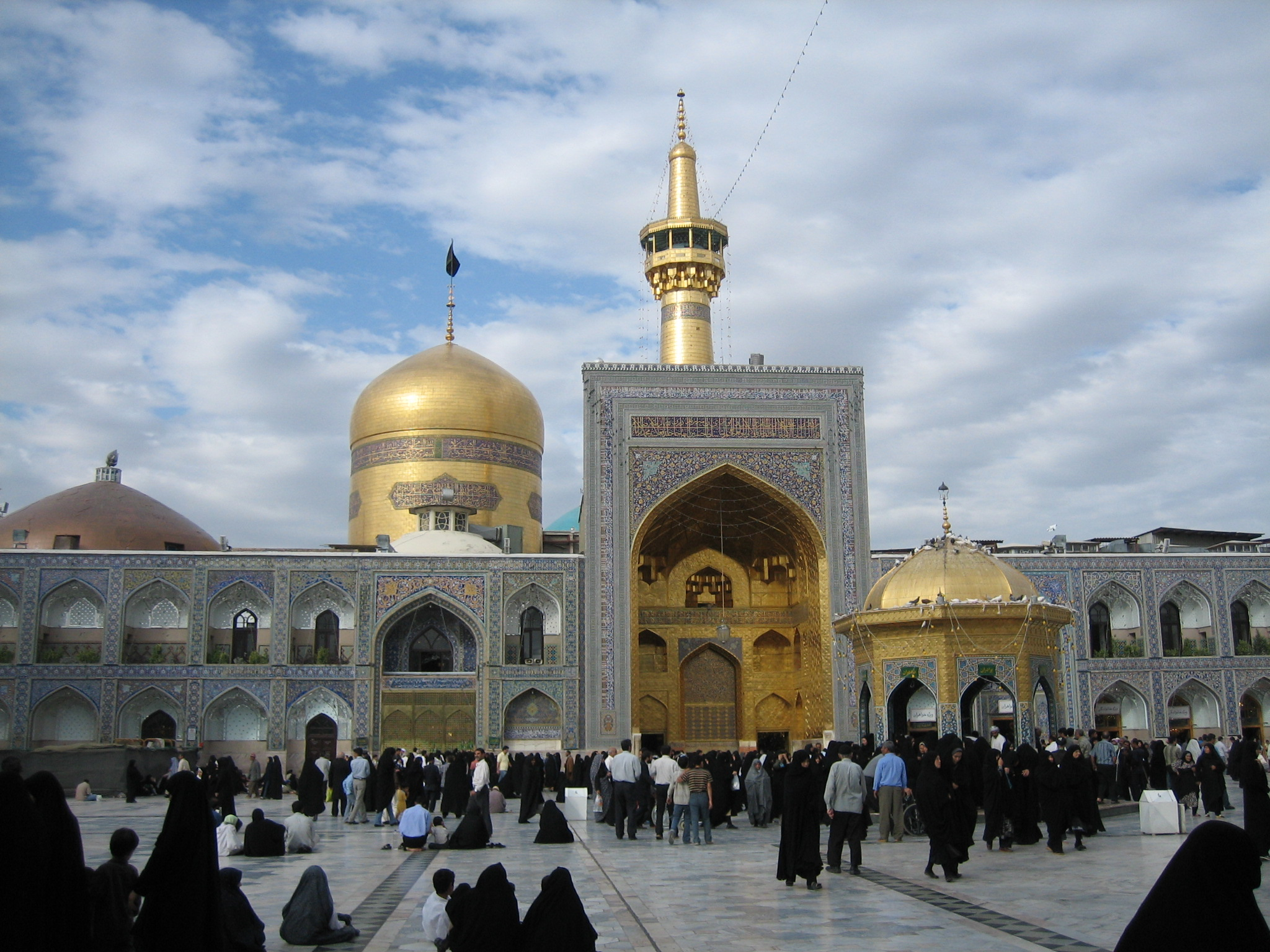
ضلع جنوبی صحن انقلاب. سازه‌های قابل مشاهده از راست به چپ: سقاخانهٔ اسماعیل طلایی، ایوان جنوبی و گلدستهٔ آن، گنبد حرم و پنجرهٔ فولاد

صحن عتیق یا صحن کهنه که نامش را بعد از انقلاب اسلامی به صحن انقلاب اسلامی تغییر دادند، قدیمی‌ترین صحن حرم امام رضا در مشهد است. این صحن به صورت مستطیل و به ابعاد ۱۰۴٫۵ در ۶۴٫۵ متر ساخته شده‌است. پنجرهٔ فولاد، سقاخانهٔ اسماعیل طلایی و نقاره‌خانه در این صحن قرار دارند.

## عناصر

### ایوان‌ها
صحن انقلاب دارای چهار ایوان در چهار سوی آن است که به صورت قرینه قرار گرفته‌اند. به جز ایوان جنوبی، سه ایوان دیگر ورودی‌های صحن نیز هستند. هر ایوان دارای کتیبه‌هایی است که تاریخ احداث بنا را ذکر کرده‌اند.
ایوان جنوبی (ایوان طلای نادری)این ایوان که با نام ایوان طلا و ایوان عتیق نیز شناخته می‌شود، قدیمی‌ترین ایوان صحن عتیق است که به دستور امیرعلی‌شیر نوایی در سال ۸۷۵ قمری ساخته شده‌است. ابتدا شاه طهماسب یکم و سپس نادرشاه افشار در ۱۱۴۵ قمری آن را طلاکاری کردند.
ایوان غربی (ایوان ساعت)نام‌های دیگر این ایوان، ایوان ساعت و ایوان شیخ طوسی است و در دورهٔ صفوی ساخته شده‌است. ورودی بست شیخ طوسی در این ایوان قرار دارد.
ایوان شمالی (ایوان عباسی)نام دیگر این ایوان، ایوان عباسی است و در دورهٔ صفوی ساخته شده‌است. ورودی بست شیخ طبرسی در این ایوان قرار دارد.
ایوان شرقی (ایوان نقاره‌خانه)این ایوان با نام‌های ایوان نقاره‌خانه و ایوان حر عاملی نیز شناخته می‌شود و توسط شاه عباس صفوی در سال ۱۰۲۱ قمری ساخته شده‌است. ورودی بست شیخ حر عاملی در این ایوان قرار دارد.

### پنجرهٔ فولاد
پنجرهٔ بزرگی است که در ضلع جنوبی صحن عتیق و روبروی ضریح قرار دارد. بسیاری از زائران در این محل به زیارت می‌پردازند.

### سقاخانه
سقاخانهٔ اسماعیل طلایی در وسط صحن عتیق قرار دارد و در سال ۱۱۴۴ یا ۱۱۴۵ قمری ساخته شده‌است. سنگاب آن به دستور نادرشاه از هرات آورده شد و اسماعیل خان، پوشش هشت‌ضلعی و سقف گنبدی برای آن ساخت.

### نقاره‌خانه
نقاره‌خانه در ایوان شرقی قرار دارد. مراسم نقاره‌زنی از اواسط قرن نهم در حرم برقرار بوده‌است و تنها در سال‌های ۱۳۱۲ تا ۱۳۲۰ تعطیل شده‌است. نقاره‌زنی ۲۰ دقیقه پیش از طلوع و غروب آفتاب در همهٔ ماه‌ها به جز محرم و صفر انجام می‌شود.

### ساعت
ساعت بزرگ صحن عتیق در بالای ایوان غربی قرار دارد و توسط عبدالحسین معاون در سال ۱۳۳۳ از هامبورگ خریداری شده‌است.

## رویدادها
بسیاری از رویدادهای فرهنگی و مذهبی حرم از جمله مراسم خطبه‌خوانی و شام غریبان امام رضا در صحن انقلاب اجرا می‌شوند. مراسم خطبه‌خوانی در شب پیش از سالروز شهادت امام رضا و مراسم شام غریبان در شب بعد از آن، برگزار می‌شوند. هم‌چنین هیئت‌های عزاداری برای مراسم سینه‌زنی به این صحن، وارد می‌شوند.